# Gran-Canaria-Rieseneidechse

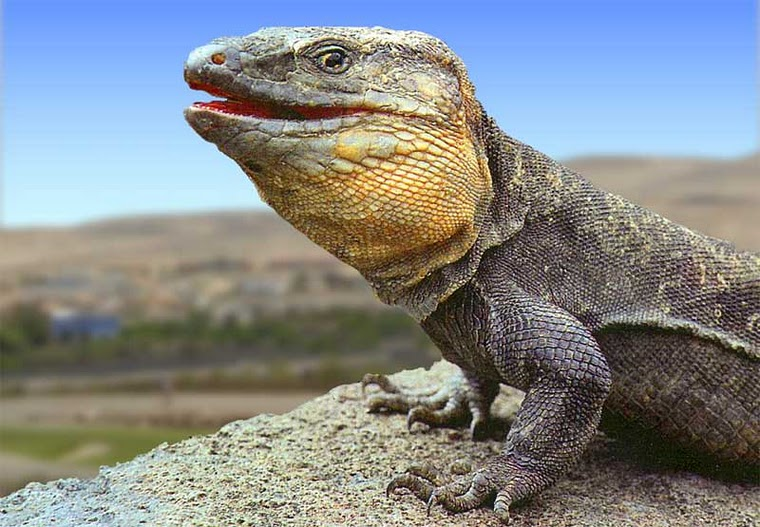
Gran-Canaria-Rieseneidechse

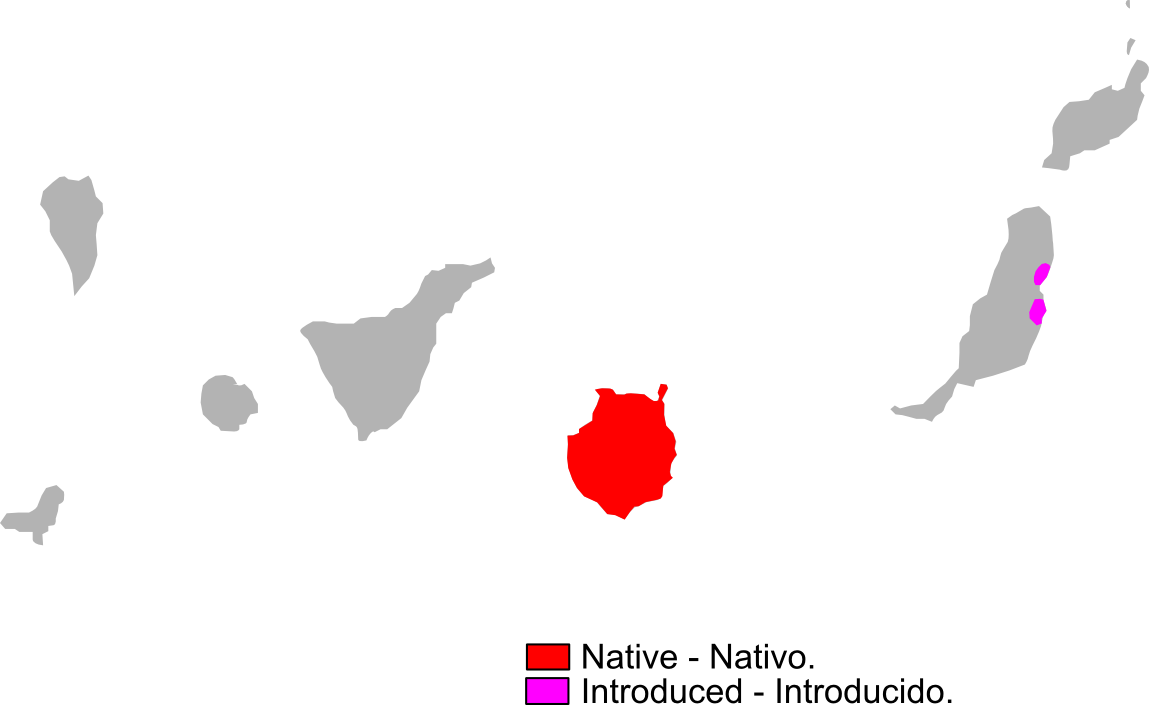
Verbreitungsgebiet der Gran-Canaria-Rieseneidechse
natürliches Vorkommen
eingeführt

Die Gran-Canaria-Rieseneidechse (Gallotia stehlini) ist eine Eidechsenart aus der Familie Lacertidae. Sie wurde von dem Schweizer Zoologen Ehrenfried Schenkel zu Ehren von Hans Georg Stehlin benannt, der den Holotyp fand.

## Merkmale
Die Gran-Canaria-Rieseneidechse erreicht eine Gesamtlänge von mehr als 80 Zentimeter, womit sie innerhalb der Gattung Gallotia die größte rezente Art ist. Die Männchen erreichen eine Kopf-Rumpf-Länge bis 26,5 Zentimeter, die Weibchen bleiben mit bis 20 Zentimeter etwas kleiner. Der Kopf ist massig. Er ist deutlich vom schmaleren Hals abgesetzt und wirkt aufgrund der aufgetriebenen Wangen von oben und unten dreieckig. Die Grundfarbe der Oberseite ist bei Männchen und Weibchen dunkel rot- oder graubraun. Bei zahlreichen Exemplaren sind auf Rücken und Flanken unregelmäßige und hellere Querbinden vorhanden. Die Färbung der Kopfoberseite und des oberen Rückens sind des Öfteren sehr dunkel bis schwarz. Im Kontrast hierzu sind bei adulten Tieren die Kehlen und Wangen heller und orange- bis fleischfarben. Diese Färbung ist besonders bei Männchen ausgeprägt. Die Körperunterseite ist weißlich-grau bis fleischfarben und oft dunkel gewölbt. Auf der Kehle sind häufig V-förmige und nach hinten offene Zeichnungen vorhanden.
Die Körperoberseite von Jungtieren ist olivbraun. Am Übergang von Rücken zu den Flanken und an den unteren Flanken entlang sind auf jeder Seite zwei weiße Längsstreifen vorhanden. Diese können nicht selten in Flecken aufgelöst sein. Die Körperunterseite ist weißlich und weist auf der Kehle graue und nach hinten offene V-förmige Zeichnungen auf.

## Systematik
Die Erstbeschreibung der Art erfolgte als Unterart Lacerta galloti va. stehlini durch den Schweizer Zoologen Ehrenfried Schenkel am Naturhistorischen Museum Basel 1901. Der Holotyp wurde von Hans Georg Stehlin auf Gran Canaria gesammelt.
Es werden keine Unterarten unterschieden.

## Vorkommen
Die Gran-Canaria-Rieseneidechse kam ursprünglich nur auf der Kanaren-Insel Gran Canaria vor. Auf Fuerteventura wurde sie an zwei Stellen, Puerto del Rosario und Barranco de la Torre, eingeschleppt.

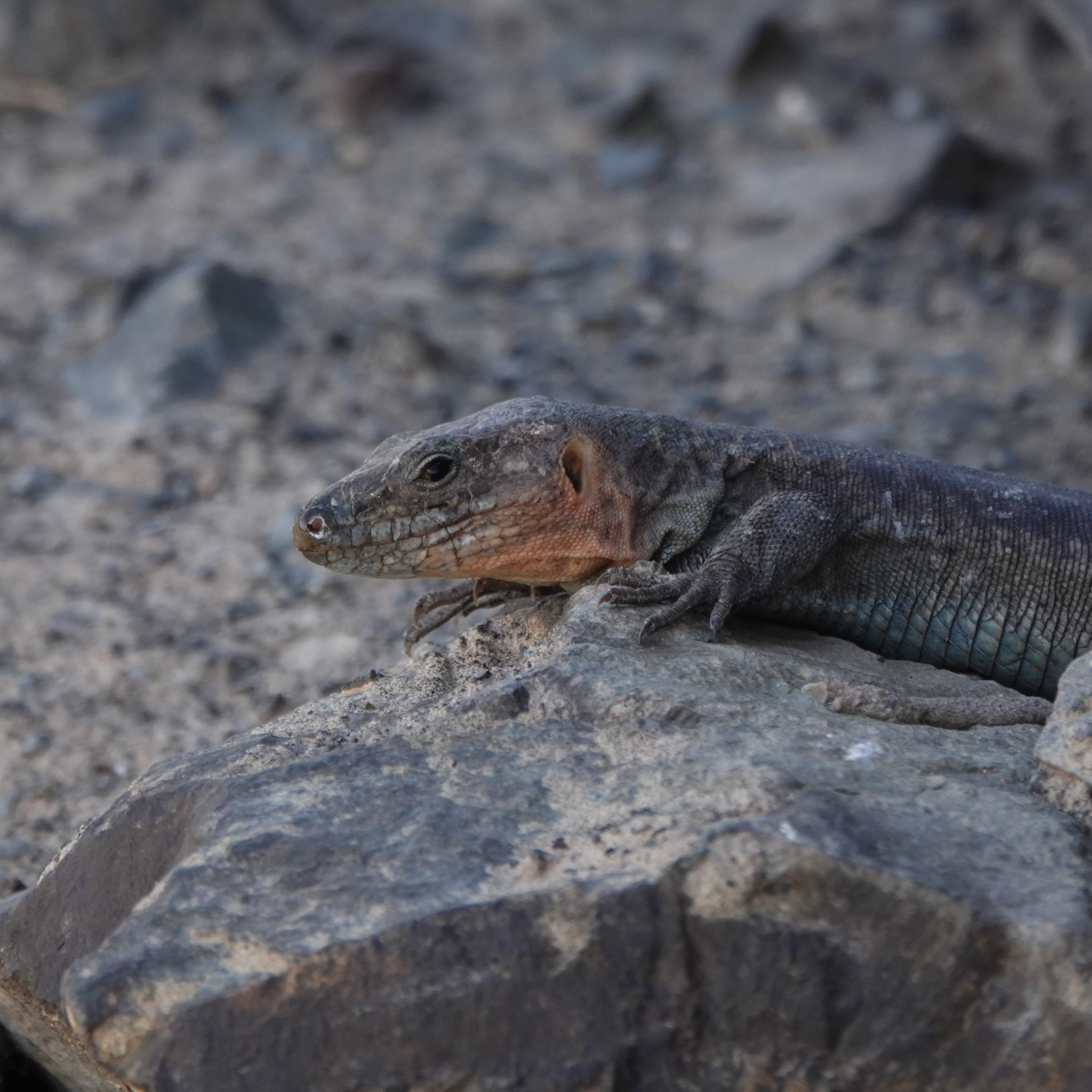
Rieseneidechse in den Dünen Maspalomas

Auf Gran Canaria ist sie von Meereshöhe bis in 1900 Meter Höhe anzutreffen. Es werden dort so gut wie alle vorkommenden Lebensräume besiedelt. Im Inneren der Insel ist sie in den von Wald geprägten Bereichen weniger zahlreich. Am häufigsten sind die Tiere in anthropogenen Lebensräumen wie landwirtschaftlichen Flächen (z. B. mit Bananen oder Tomaten), Mauern, Schutt- und Steinhaufen sowie Mülldeponien.
Durch die eingeschleppte Kalifornische Kettennatter ist die Art bedroht.

## Lebensweise
Während die Art im Süden von Gran Canaria vermutlich ganzjährig aktiv ist, ist im Norden der Insel sowie in den höheren Gebirgslagen während der kühleren Monate eine deutlich verminderte Aktivität festzustellen. Hier scheint zumindest ein Teil des Bestandes eine Winterruhe zu halten.
Weibchen vergraben im Zeitraum Juni/Juli 4 bis 16 Eier. Diese sind 23 bis 29 Millimeter lang und 14 bis 18 Millimeter breit.
Die Gran-Canaria-Rieseneidechse ernährt sich von pflanzlicher und von tierischer Nahrung. Pflanzen scheinen als Nahrung aber zu überwiegen. Die Tiere haben für süße, überreife Früchte sowie für Tomaten eine Vorliebe, weshalb sie bei der einheimischen Bevölkerung als Schädlinge gelten und entsprechend verfolgt werden. Fressfeinde sind vermutlich Turmfalke, Kolkrabe, Mäusebussard sowie weitere Vögel, außerdem Hauskatzen und Haushund.
Die Art hat innerhalb der Gattung Gallotia die lauteste und tiefste Stimme. Während Jungtiere piepsen geben adulte Tiere knarrende Laute von sich. Nach Beobachtungen in Gefangenschaft geben die Tiere bei Störungen teilweise furchterregende Laute von sich. Hierbei werden auch Drohgebärden gezeigt. Bei diesen ist der Kopf erhoben, der Kehlboden sackartig nach unten gesenkt und das Maul geöffnet. Wie weit das Maul geöffnet ist bestimmt die Höhe der von sich gegebenen Töne. So ist es für hohe Töne nur leicht, für tiefes Grollen hingegen weit geöffnet. Im Freiland konnten Rufe der Art auch am späten Abend vernommen werden.

## Belege
- Dieter Glandt: Taschenlexikon der Amphibien und Reptilien Europas. Alle Arten von den Kanarischen Inseln bis zum Ural. Quelle & Meyer, Wiebelsheim 2010, ISBN 978-3-494-01470-8, S. 361–363.

## Weblinks

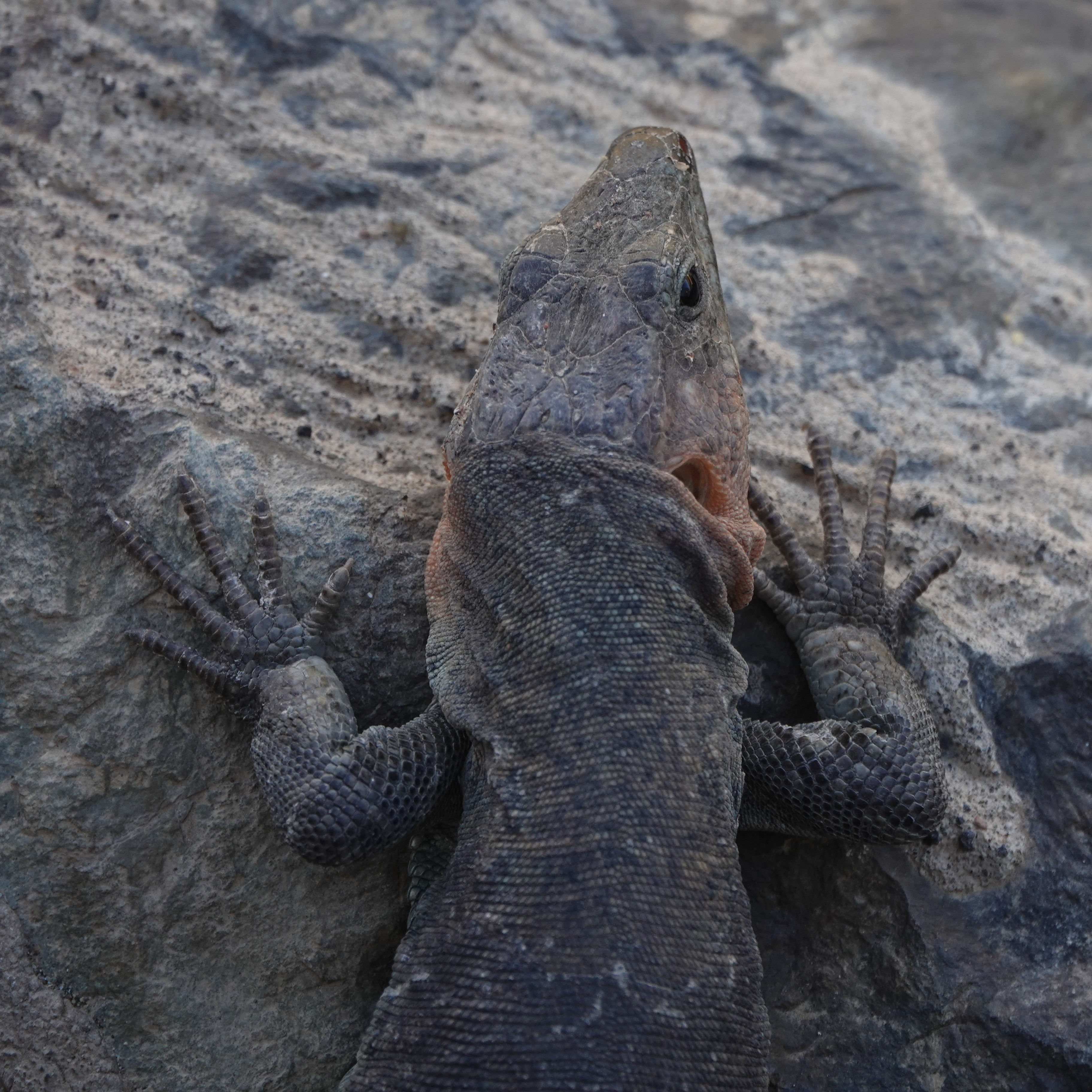
Rieseneidechse in Maspalomas Nähe des Naturreservats